# Psychotria kaieteurensis
Psychotria kaieteurensis är en måreväxtart som beskrevs av Noel Yvri Sandwith. Psychotria kaieteurensis ingår i släktet Psychotria och familjen måreväxter. Inga underarter finns listade i Catalogue of Life.